# 일본 소방청
소방청(일본어: 消防庁 しょうぼうちょう[*], 영어: Fire and Disaster Management Agency, FDMA)은 일본의 국가소방업무를 통괄하기 위해 총무성 산하에 설치된 외청이다. 명칭을 혼동하기 쉬운 도쿄 소방청은 도쿄도 산하의 별도 조직이며, 구별하기 위해 '총무성 소방청'이라고 불리기도 한다.

## 개요
일본의 국가행정조직법 제3조 제2항 및 소방조직법 제2조에 근거해 설립되었다. 일본의 소방행정의 기획, 입안, 각종 법령, 기준의 책정 등을 담당한다. 소방청의 직원은 소방관이 아니며, 현장활동을 하는 조직을 가지고 있지 않다. 소방차량은 '지원차량'으로 소유하고 있으나, 차량의 유지와 관리는 차량을 대여해 간 자치단체가 하고 있다.
일본의 소방은 경찰과는 달리 지방자치단체가 완전한 관리와 운영을 담당하고 있어 지자체가 수행하는 소방업무에 관해 직접적인 지휘권은 없으며, 조언이나 지도, 조정 정도를 행한다.
국민보호법의 시행에 수반해 소방청은 무력 공격 사태 등이 발생할 시 국민의 보호와 국가와 지방자치단체 사이의 종합적인 창구로서의 역할을 맡게 되었다.
재해시의 비상대응도 담당하고 있으나, 2003년 이전 미국의 긴급사태관리청과 같은 비상재해시의 공공기관에 대한 통괄지휘권은 없다. 내각위기관리감 등 내각관방에 설치되는 대책실이나, 내각에 설치되는 재해대책본부 등이 지휘한다. 이에 대해 일각에서는 '소방청에 재해 발생시나 긴급사태 발생시의 공공기관에 대한 일원적인 지휘권을 주어야 한다'라는 의견도 있다.

## 연혁

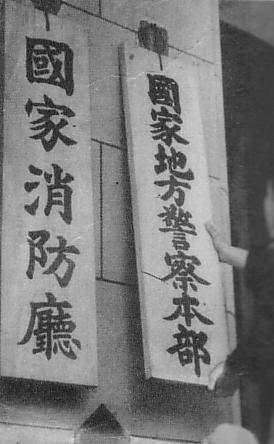
국가 소방청의 문패

- 1947년 1월 15일 - 내무성 경보국 소방과 설치. 같은 해 말 내무성 폐지.
- 1948년 3월 7일 - 소방 조직법 시행. 국가공안위원회에 국가소방청으로 변경. 내부부국으로 관리국 및 소방 연구소 설치.
- 1951년 8월 1일 - 소방 강습소를 부속기관으로 설치. 관리국 교양과 산하기관에서 승격.
- 1952년 8월 1일 - 국가공안위원회를 개편해 국가공안위원회에 국가소방본부를 설치. 관리국은 폐지하고, 소방 연구소는 본부의 부속기관으로 변경.
- 1959년 4월 20일 - 소방 강습소를 개편하여 소방대학교를 설치.
- 1960년 7월 1일 - 자치청을 개편해 자치성 설치. 국가소방본부는 국가공안위원회에서 분리해 자치성의 외청인 소방청을 설치.
- 1961년 7월 1일 - 소방청에 차장을 보함.
- 2001년 1월 6일 - 중앙정부 개편으로 인해 소방청은 총무성 산하 외청으로 변경.
- 2001년 4월 1일 - 소방연구소를 분리해 독립행정법인 소방연구소로 개편.
- 2005년 8월 15일 - 소방청 내부부국으로 국민보호 방재부를 설치.
- 2006년 4월 1일 - 소방 대학교의 내부조직으로 소방연구 센터 설치. 독립행정법인 소방연구소를 폐지하고 업무는 승계.

## 조직

### 간부
- 소방청장관
- 소방청차장

소방청장관은 총무관료가 이동해 취임한다.

### 내부부국
타청과는 달리 관방(官房)을 보하지 않는다.
| - 총무과 - 정책평가홍보관 - 소방, 구급과 - 구급기획실 - 구급전문관 | - 예방과 - 소방기술 정책실 - 위험물 보안실 - 특수 재해실 - 위반처리 대책관 - 국제규격 대책관 - 설비 전문관 |

| - 방재과 - 국민 보호실 - 국민 보호 운용실 - 응급 대책실 - 방재 정보실 - 재해 대책관 - 광역 응원 대책관 - 지진 재해 대책 전문관 - 국제 협력관 | - 참사관 |

### 심의회
- 소방 심의회

### 시설등 기관
- 소방 대학원
  - 소방연구센터

## 직원
소방청 직원은 소방관이 아니며, 총무사무관 또는 총무기술관이다. 또한 국민보호법의 시행에 수반해 '국민 보호, 방재부 방재과 국민보호 운용 실장'은 자위관이 담당한다. 이전 자치성의 외청이었을 때는 자치성 소속의 자치사무관과 기술관이 직을 맡았다.
소방청의 주요 업무는 전국 소방 제도의 기획과 입안, 소방 관련의 연구, 자치체 소방의 간부 소방관의 교육정도이며, 극히 일부의 대규모 재해를 제외하면, 실질적인 소방 활동 전반이나 광역 지휘는 하지 않는다. 이러한 업무는 지방 공공단체에 의해 소방기관이 소방청으로부터 완전하게 독립해 운영하고 있다.
따라서, 지방 공공단체의 소방기관을 지휘하에 둘 필요가 없기 때문에, 경찰의 지방경찰청과 같은 지방기관을 두지 않으며, 소방청 조직의 규모도 경찰청에 비해 작다. 경찰의 '경찰관료' 와 같은 처음부터 그 조직안에서 발탁한 관료라는 개념은 존재하지 않으며, 소방청 직원의 신분도 소방관이 아닌, '총무사무관' 혹은 '총무기술관', 즉 '총무관료'이기 때문에 '소방관료'라는 표현은 쓰지 않는다.
또한, 경찰청에 소속된 경찰 공무원이 경시청과 도부현 경찰에 파견되어 중추적인 역할을 맡는 반면, 소방의 경우 소방청 소속 관료가 각 자치제의 소방서에 파견하는 인사는 입청 후 약 2년의 본청 근무 후, 지방 소방 기관에 파견(지방 소방 기관의 소방 학교 초임학과 과정 연수를 포함한다) 및 지방 소방 기관의 간부로서 파견하는 것을 제외하고는 많지 않으며, 소방청 직원이 각 자치제의 소방 활동에 개입하지 않는다.
소방청의 직원은 전원 지방 공무원이며, 경찰관처럼 지방 공무원으로 채용된 직원도 경시정(警視正) 이상의 계급이 되면 국가공무원이 된다는 규정도 없으며, 국가의 소방청과 자치제의 소방기관은 완전히 독립되어있다. ‘소방 국가공무원’이라는 표현도 없으며, 이와 같은 경우에는 ‘총무 국가공무원’ 이라 칭한다.
소방청 직원 최고 직책은 소방 본부마다 있는 ‘소방장’이며, 소방청 직원의 최상위 계급인 ‘소방 총감’은 도쿄도 (23구 및 수탁 지역)의 소방본부 도쿄 소방청의 소방장이다.
업무상으로도 경찰의 경우에는 통상적으로 광역 수사와 공안 수사, 경비 실시와 전국 교통 단속 등 전국적인 경찰 활동은 경찰청이 전국에 지시를 하여 실시하지만, 소방의 경우 전국적인 규모로 수행해야 하는 업무는 대규모 재해 이외는 거의 없다.

## 같이 보기
- 도쿄 소방청
- 일본 경찰청